# Heinrich Dittmaier
Heinrich Dittmaier (* 22. Oktober 1907 in Köln; † 29. Oktober 1970 in Bonn) war ein deutscher Namenforscher und Dialektologe.

## Leben
Dittmaier besuchte von 1913 bis 1918 in Brüssel, dann bis 1920 in Köln und Bad Godesberg die Volksschule. 1929 legte er sein Abitur am Humanistischen Gymnasium in Aschaffenburg ab. Im selben Jahr begann er ein Studium der Germanistik, Geschichte und Volkskunde an der Rheinischen Friedrich-Wilhelms-Universität in Bonn. Im Juni 1940 promovierte er mit einer Dissertation über „Das apa-Problem, Untersuchungen eines westeuropäischen Flußnamentypus“. Von 1936 bis 1940 war er als Mitarbeiter am Rheinischen Flurnamenarchiv im Institut für geschichtliche Landeskunde der Rheinlande angestellt. Schon während des Studiums beteiligte Dittmaier sich an der Sammlung des mundartlichen Wortbestandes im Rheinland. Daneben sammelte er rheinische Flurnamen, die er später in seinem Flurnamenbuch veröffentlichte. 1944 heiratete er Maria Brockmans aus Mettmann. 1947 wurde die Tochter Edelgard geboren. Ab 1946 wurde ihm die Bearbeitung des „Rheinischen Wörterbuchs“ übertragen, das er als Nachfolger von Josef Müller bis zur Veröffentlichung der letzten drei Bände VII bis IX im Jahre 1964 weiterführte.

## Schriften
- Die Gewässernamen auf -apa. Dissertation Bonn, 1944.
- (Hrsg.): Sagen, Märchen und Schwänke von der unteren Sieg (= Deutsches Volkstum am Rhein. 5). Röhrscheid, Bonn 1950.
- Das Apa-Problem. Untersuchung eines westeuropäischen Flussnamentypus. International Centre of Onomastics, Löwen, Belgien u. a. 1955.
- Siedlungsnamen und Siedlungsgeschichte des Bergischen Landes (= Zeitschrift des Bergischen Geschichtsvereins. 74). Schmidt, Neustadt a. d. Aisch 1956.
- Rheinische Flurnamen. Unter Mitarbeit von P. Melchers auf Grund des Materials des von Adolf Bach begründeten Rheinischen Flurnamenarchivs. Röhrscheid, Bonn 1963.
- Die (H)lar-Namen. Sichtung und Deutung (= Niederdeutsche Studien. 10) Böhlau, Köln u. a. 1963, ISBN 978-3-412-24163-6.
- mit Karl Guthausen, Rolf Bergmann: Die Siedlungsnamen des Kreises Schleiden (= Rheinisches Archiv. 63). Mit einem Vorwort von Rudolf Schützeichel. Röhrscheid, Bonn 1967.
- Die linksrheinischen Ortsnamen auf -dorf und -heim. Sprachliche und sachliche Auswertung der Bestimmungswörter (= Rheinisches Archiv. 108). Röhrscheid, Bonn 1979, ISBN 3-7928-0414-X.

## Auszeichnungen
1965 erhielt Heinrich Dittmaier das Albert-Steeger-Stipendium.
In Bonn ist eine Straße im Stadtteil Ückesdorf nach ihm benannt.